# Cascinagrossa
Cascinagrossa è una frazione di Alessandria, da cui dista di circa 10 chilometri, ed è situata poco dopo Spinetta Marengo. Anche questa frazione di Alessandria fece parte del campo di battaglia della Battaglia di Marengo del 14 giugno 1800. Fu fondata nel 1478, come ricorda la lapide affissa su di un lato della chiesa parrocchiale.

## Storia
Fondata nel 1478 da Beltramo Calcamuggi nobile alessandrino, Cascinagrossa rappresentava il feudo comprendente parte di San Giuliano Vecchio, Mandrogne, Litta e Parodi. V'è da dire, che la parrocchia fu l'unica del feudo per trecento anni. Vennero erette a parrocchie Mandrogne (1801), San Giuliano Vecchio (1837), Litta e Parodi (1937 circa)
Il feudo crollò in seguito nel 1842, conseguentemente alla morte del conte Ottaviano Calcamuggi. Attualmente è un sobborgo del comune di Alessandria.

## Etimologia
L'etimologia è incerta, ma è probabile che il nome derivi dalla cascina "Vignasanta", oppure dalla casa contadina "Brusa".